# たまごっちのなりきりチャレンジ
たまごっちのなりきりチャレンジは、2010年11月11日にバンダイナムコゲームス社より発売されたニンテンドーDS用のソフト。

## ゲーム概要
たまごっちのなりきりチャンネルの続編にあたる。プレイヤーキャラに前作のまめっち、ラブリっち（ラブリン）の他、メロディっちが加わった。プレイヤーは教室を選び、お稽古体験をする。